# Bug a Boo
„Bug a Boo” – piąty singiel amerykańskiej grupy Destiny’s Child. Był to drugi singiel, który promował ich drugi album The Writing's on the Wall. Utwór napisali Kevin Briggs, Kandi, Beyoncé Knowles, LeToya Luckett, LaTavia Roberson, Kelly Rowland.

## Teledysk
Teledysk wyreżyserował Darren Grant. Był to ostatni wideoklip, który był nagrywany w pierwotnym składzie zespołu.

## Konflikt wśród Destiny’s Child
Ten singiel jest ostatnim wydawnictwem grupy w pierwotnym składzie. Podczas występów niektórzy fani dostrzegli dziwne zachowanie LeToyi i LaTavii i domyślili się, że grupa jest skłócona. Teledysk do „Bug a Boo” jest także ostatnim teledyskiem kwartetu.

## Lista utworów

### Bug a Boo Pt. 2 [Single]
1. Bug a Boo [Album Version]
2. So Good
3. Bills, Bills, Bills
4. Bills, Bills, Bills (video)

### Bug a Boo  Pt. 2 [Single]
1. Bug a Boo [Album Version]
2. Bug a Boo [Refugee Camp Remix] featuring Wyclef Jean
3. Bug a Boo [Marice's Xclusive Bug-A-Boo Club Mix]